# XCal
xCal es una representación en XML del formato estándar iCalendar. xCal no es considerado una alternativa, ni una evolución de iCalendar, sino sólo un método de representación. xCal representa componentes, propiedades y parámetros a como se definen en el formato.  
XML fue elegido para facilitar la transformación a iCalendar usando estilos XSLT.

## Compatibilidad
El formato XML de xCal le permite ser usado por herramientas XML como Apache Cocoon, y posibilitar a un servidor enviar un archivo xCal, el cual será transformado por un cliente usando XSLT.